# Богатырёвка (Одесская область)
Богатырёвка (укр. Богатирівка) — посёлок, относится к Овидиопольскому району Одесской области Украины.
Население по переписи 2001 года составляло 235 человек. Почтовый индекс — 67841. Телефонный код — 4851. Занимает площадь 0,308 км². Код КОАТУУ — 5123780802.

## Местный совет
67841, Одесская обл., Овидиопольский р-н, с. Барабой, ул. Соборности, 100